# Buriticá
Buriticá è un comune della Colombia facente parte del dipartimento di Antioquia.
Il centro abitato venne fondato da Juan de Vadillo nel 1614, mentre l'istituzione del comune è del 1822.